# کمرچه سفلی
کمرچه سفلی، روستایی از توابع بخش مرکزی شهرستان تربت جام در استان خراسان رضوی ایران است.

## جمعیت
این روستا در دهستان جلگه موسی‌آباد قرار دارد و براساس سرشماری مرکز آمار ایران در سال [۱۴۰۳، جمعیت آن ۶۰۰ نفر (۸۵خانوار) بوده‌است.